# Coelioxys obtusata
Coelioxys obtusata là một loài Hymenoptera trong họ Megachilidae. Loài này được Magretti mô tả khoa học năm 1895.